# بارك جي يون
بارك جي يون (بالكورية: 박지연 ولدت في 7 يونيو 1993) هي مغنية وممثلة وعارضة أزياء من كوريا الجنوبية. بدأت بارك جي يون مسيرتها في 2007.

## روابط خارجية
- بارك جي يون على موقع IMDb (الإنجليزية)
- بارك جي يون على موقع ميوزك برينز (الإنجليزية)
- بارك جي يون على موقع ديسكوغز (الإنجليزية)
- بارك جي يون على موقع قاعدة بيانات الفيلم (الإنجليزية)